# Wolfgang Quies
Wolfgang Quies (* 29. November 1939; † 10. Januar 2008 in Berlin) war ein deutscher Arzt und Physiologe.
Nach einem Studium der Humanmedizin promovierte er 1966 an der Ernst-Moritz-Arndt-Universität Greifswald, an deren Medizinischer Fakultät er von 1985 bis 1990 das Institut für Physiologie leitete. Anschließend arbeitete er als Allgemeinmediziner in niedergelassener Praxis in der Gemeinde Vogelsang-Warsin im Nordosten des Landes Mecklenburg-Vorpommern.
Neben seinem beruflichen Wirken war er in den 1990er und 2000er Jahren ehrenamtlich als Vizepräsident der Deutschen Ido-Gesellschaft aktiv.